# Jordan (Sternbild)
Der Fluss Jordan (lat. Jordanus) ist ein Sternbild des Nordhimmels, das nicht zu den 88 von der Internationalen Astronomischen Union (IAU) anerkannten Sternbildern zählt. Um Mitternacht beobachtet, steht der Fluss Jordan von Deutschland aus gesehen im Winter und Frühling am höchsten, zum großen Teil ist es zirkumpolar.

## Lage

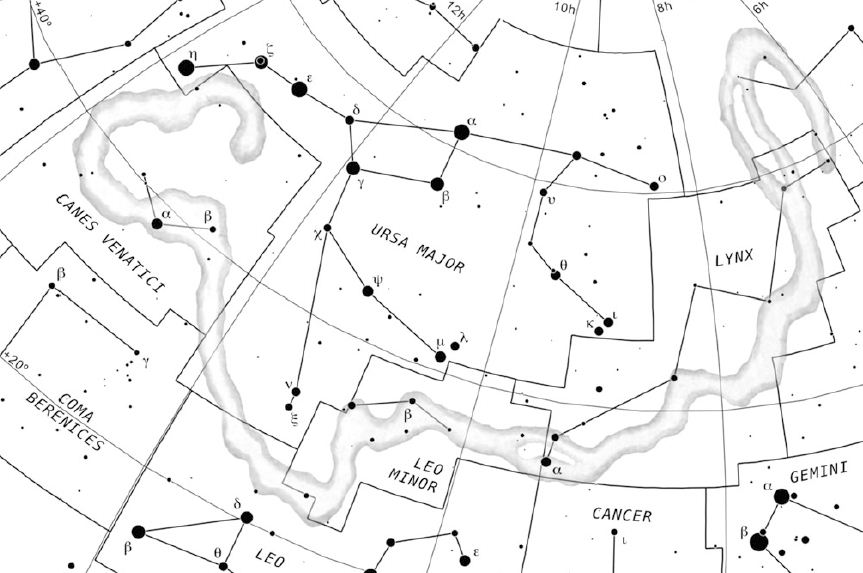
Lage des Sternbildes Fluss Jordan mit den heutigen Sternbildern

Der Jordan umfasst das ganze Sternbild Jagdhunde (Canes Venatici), den äußersten Süden des Großen Bären (Ursa Maior) und die gesamten Sternbilder Kleiner Löwe (Leo Minor) und Luchs (Lynx).

## Sterne
Der hellsten Sterne der Konstellation sind α Canum Venaticorum (2,85m) und α Lyncis (3,12m), heute beide Hauptsterne ihrer Sternbilder Jagdhunde und Luchs. Die restlichen Sterne sind alle nur sehr lichtschwach, maximal Größenklasse 4m, meistens Größenklasse 5m oder schwächer.

## Geschichte
Der Fluss Jordan wurde 1612 vom niederländischen Theologen, Astronom und Kartografen Petrus Plancius auf einen von ihm gefertigten Himmelsglobus dargestellt, als Füllsternbild zwischen der Großen Bärin, dem Bärenhüter, dem Löwen, den Zwillingen und dem Fuhrmann.
Petrus Plancius hatte dieses Sternbild wohl aus rein theologisch religiösen Gründen eingeführt: den heiligen Fluss Jordan als himmlisches Gegenstück.
Aber als viel zu langgestrecktes und zu lichtschwaches Sternbild war es den Astronomen von Anfang an suspekt. Zudem hatte es keinerlei Ähnlichkeit mit dem wahren Flussverlauf des irdischen Flusses Jordan. Sie führten in diesem Sternenareal mit Jagdhunde, kleiner Löwe und Luchs drei kleinere handlichere Sternbilder ein, die sich schließlich auch durchsetzten.

## Trivia
Julius Schiller benannte in seinem Sternenatlas Coelum Stellatum Christianum das Sternbild Wasserschlange ebenfalls in Fluss Jordan um.